# Niederlandin
Niederlandin ist ein bewohnter Gemeindeteil im Ortsteil Landin der Stadt Schwedt/Oder im Landkreis Uckermark in Brandenburg.

## Geografie und Verkehrsanbindung
Niederlandin liegt südöstlich von Hohenlandin. Südlich verläuft die B 2, westlich erstreckt sich das rund 123 ha große Naturschutzgebiet Landiner Haussee, östlich verläuft die B 166.

## Sehenswürdigkeiten
Als Baudenkmale sind ausgewiesen (siehe Liste der Baudenkmale in Schwedt/Oder#Niederlandin): 
- Die Dorfkirche Niederlandin ist ein langgestreckter rechteckiger Feldsteinbau aus der zweiten Hälfte des 13. Jahrhunderts. (Hauptstraße 27)
- Hofanlage, bestehend aus Wohnhaus, drei Wirtschaftsgebäuden und Grundstückseinfriedung mit Toreinfahrten (Hauptstraße 1)
- Hofanlage, bestehend aus Wohnhaus, Stallgebäude und Einfriedung (Hauptstraße 11)
- Reste der Schlossanlage (Treppenturm, Kellergewölbe) (Am Hof 1)